# 新昌县
新昌县在中国浙江省东部，是绍兴市所辖的一个县。东边与奉化、宁海交界，南边与天台交界，西南与东阳、磐安交界，西、北两面与嵊州交界，与嵊州市同属新嵊盆地。縣人民政府駐人民路190號。区域总面积为1,213.55平方公里。
2015年7月，中国城市竞争力研究会发布《2015中国城市分类优势排行榜》，新昌获得“中国十佳宜居县”第一名。

## 地理
新昌縣東西相距52.3公里，南北間隔36.9公里。面積約占全省陸地面積的1.2%；其中耕地面積22.87萬畝，占土地總面積的12.6%；山林面積為131.3萬畝，占土地總面積的71.7%，是一個以山林、旱地為主的山區丘陵縣，素有“八山半水分半田”之稱。
新昌地處浙東丘陵地帶。天台、四明、會稽諸山餘脈綿亙境內，地勢由東南向西北呈階梯形下降。縣境東南部為崇山峻嶺，中部和西部為丘陵臺地，西北部為河谷盆地。
澄潭江、新昌江、黃澤江三江呈摺扇形流向西北注入曹娥江。
氣候屬亞熱帶季風氣候區，常年日照約1900小時，年平均氣溫16.6℃，年降水量1500毫米，無霜期240天。

## 歷史沿革
新昌縣名來自新昌鄉名，也寄寓著新設縣興隆、昌盛之義。如今已有1100年建縣歷史。　　
新昌縣境，春秋戰國時期屬越地，秦時屬會稽郡，西漢初，會稽郡下置剡縣，新昌是剡縣的一部分。唐朝末年，軍閥割據，擁兵自立，唐乾寧三年（896），錢鏐攻下越州，建立吳越國。吳越王錢鏐因都城錢塘江至溫州路途悠遠，剡東南人員往來，特資交流，比較頻繁，而沿途無驛站接應，於是在五代梁開平二年（908），分剡東13鄉置新昌縣，這13個鄉是永壽、石順、昌化、像明、遵德、石城、五山、豐樂、彩煙、善政、新昌、安仁、守義。縣名來自新昌鄉名，也寄寓著新設縣興隆、昌盛之義。北宋新昌屬越州，南宋屬紹興路。元代屬紹興府，隸于江浙行省。明代，隸於浙江布政使司寧紹道。清代，新昌屬紹興府，隸于浙江小寧紹台道。
民國時期，浙江省設行政督察區，新昌縣先後屬第二、第三區。1949年5月22日，中共占领新昌，成立縣人民政府，屬紹興專區。1958年1月，紹興專區撤銷，劃歸寧波專區。1958年11月，新昌縣制撤銷，行政區域併入嵊縣。1961年9月後，新昌縣為紹興專區、地區和市所屬縣至今。

## 行政区划
新昌县下辖4个街道办事处、6个镇、2个乡：
羽林街道、南明街道、七星街道、澄潭街道、回山镇、沃洲镇、小将镇、沙溪镇、镜岭镇、儒岙镇、城南乡和东茗乡。

## 人口
2022年初据公安局人口年报统计，全县总人口为430238人，比上年减少1929人。其中男性人口219508人，女性210730人，性别比为104.2（女性=100)。在总人口中，城镇人口184275人，农村人口245963人。

## 交通
- 104国道过境。

## 旅遊名勝

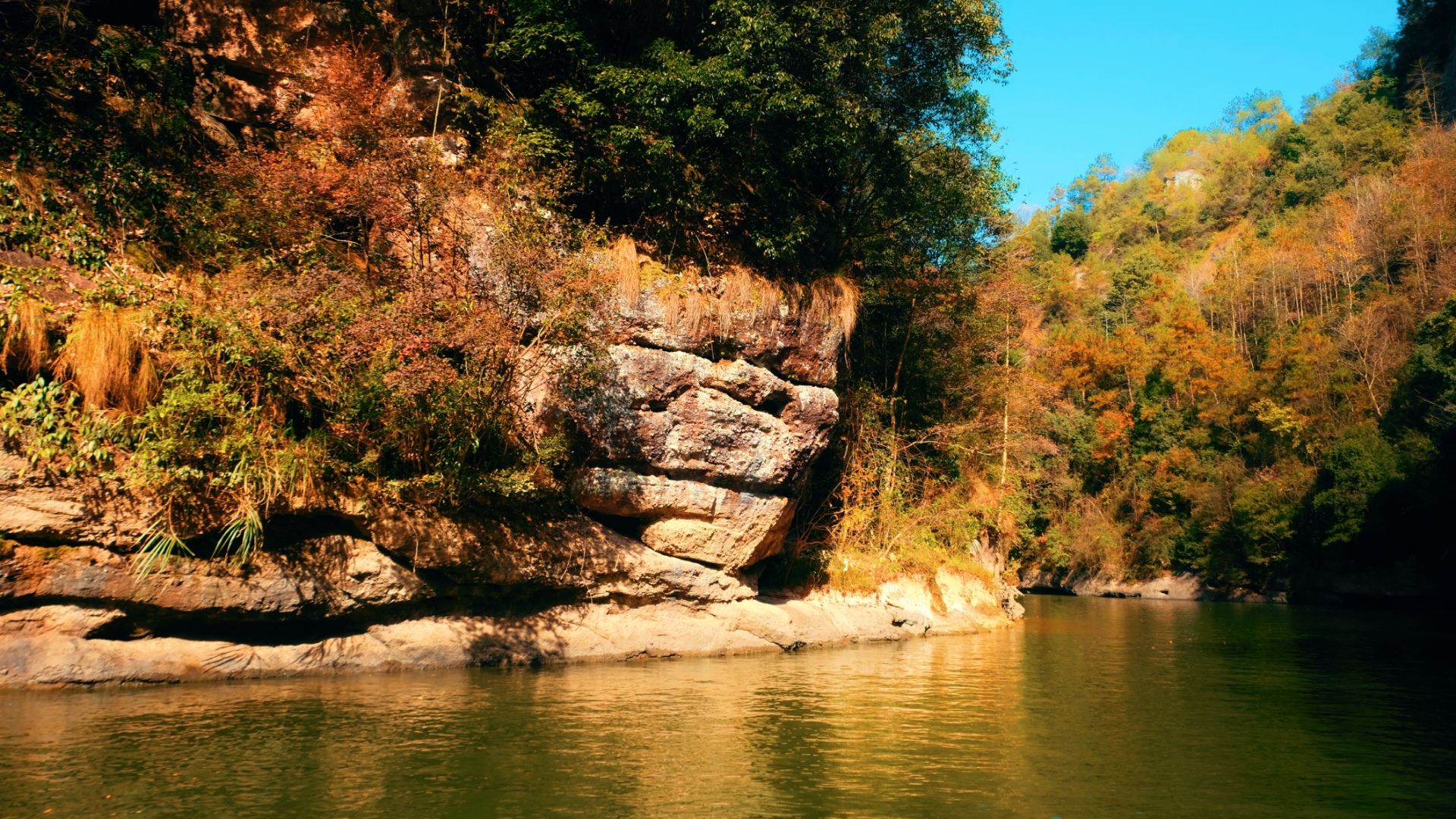
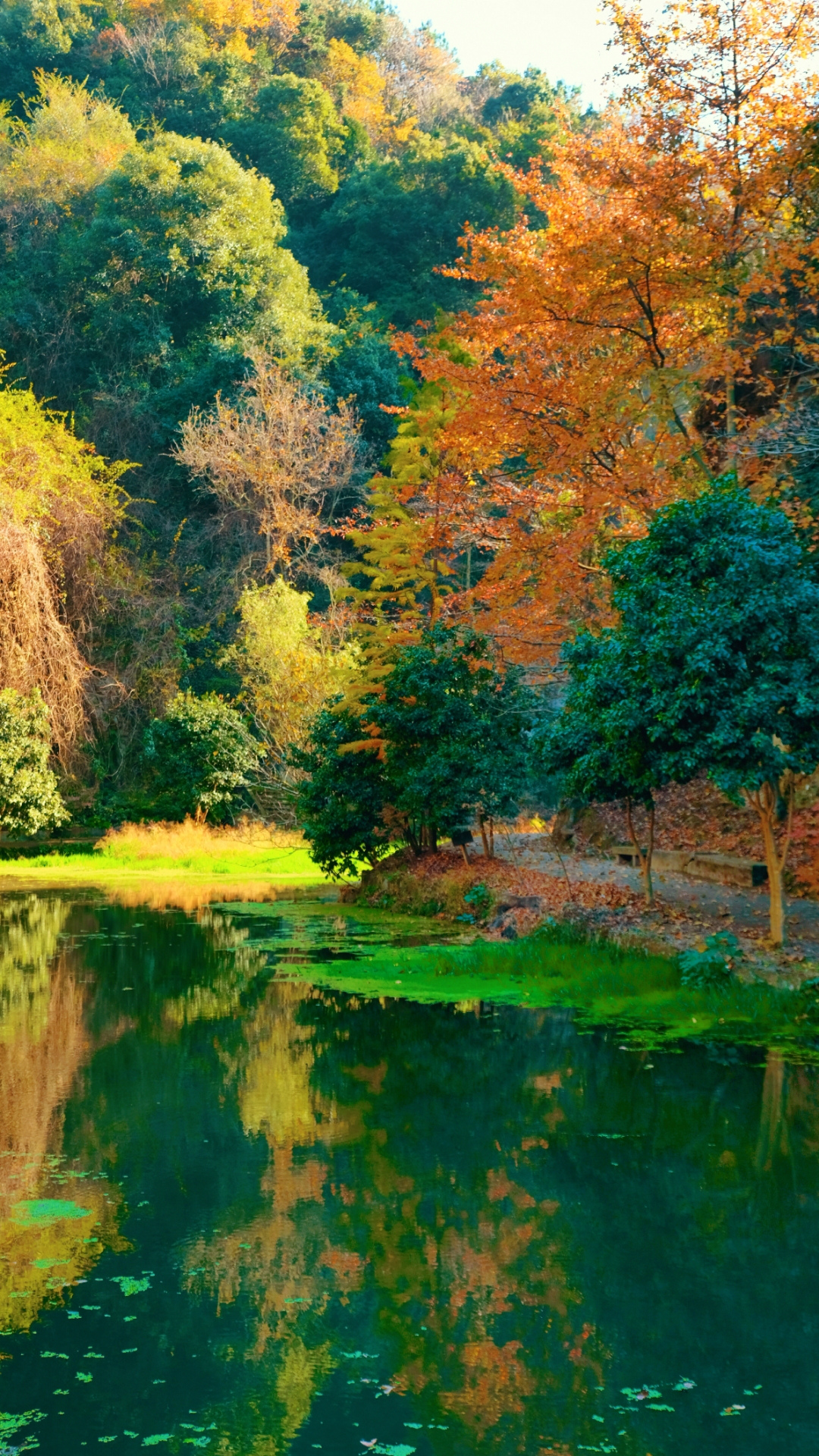
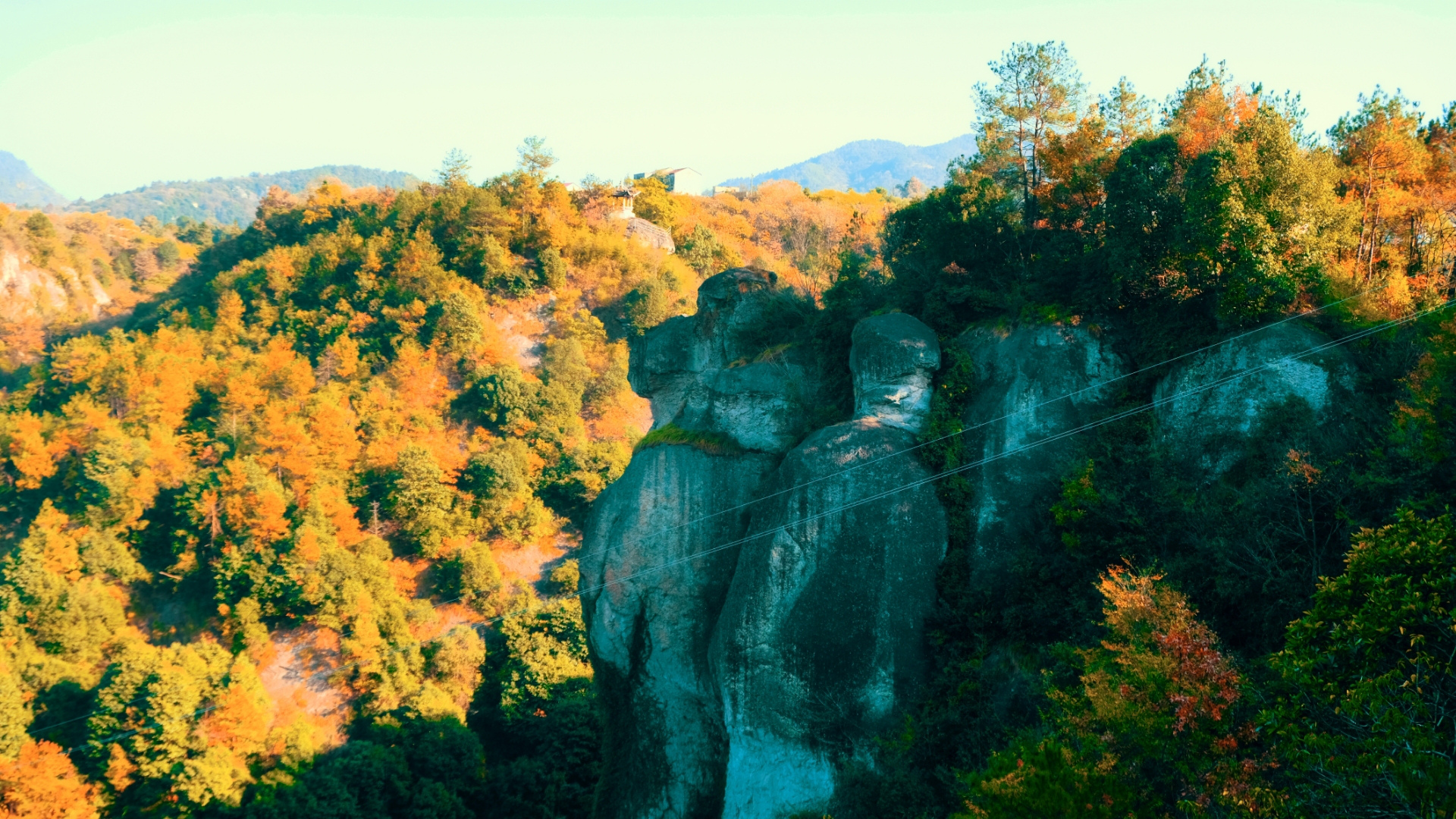
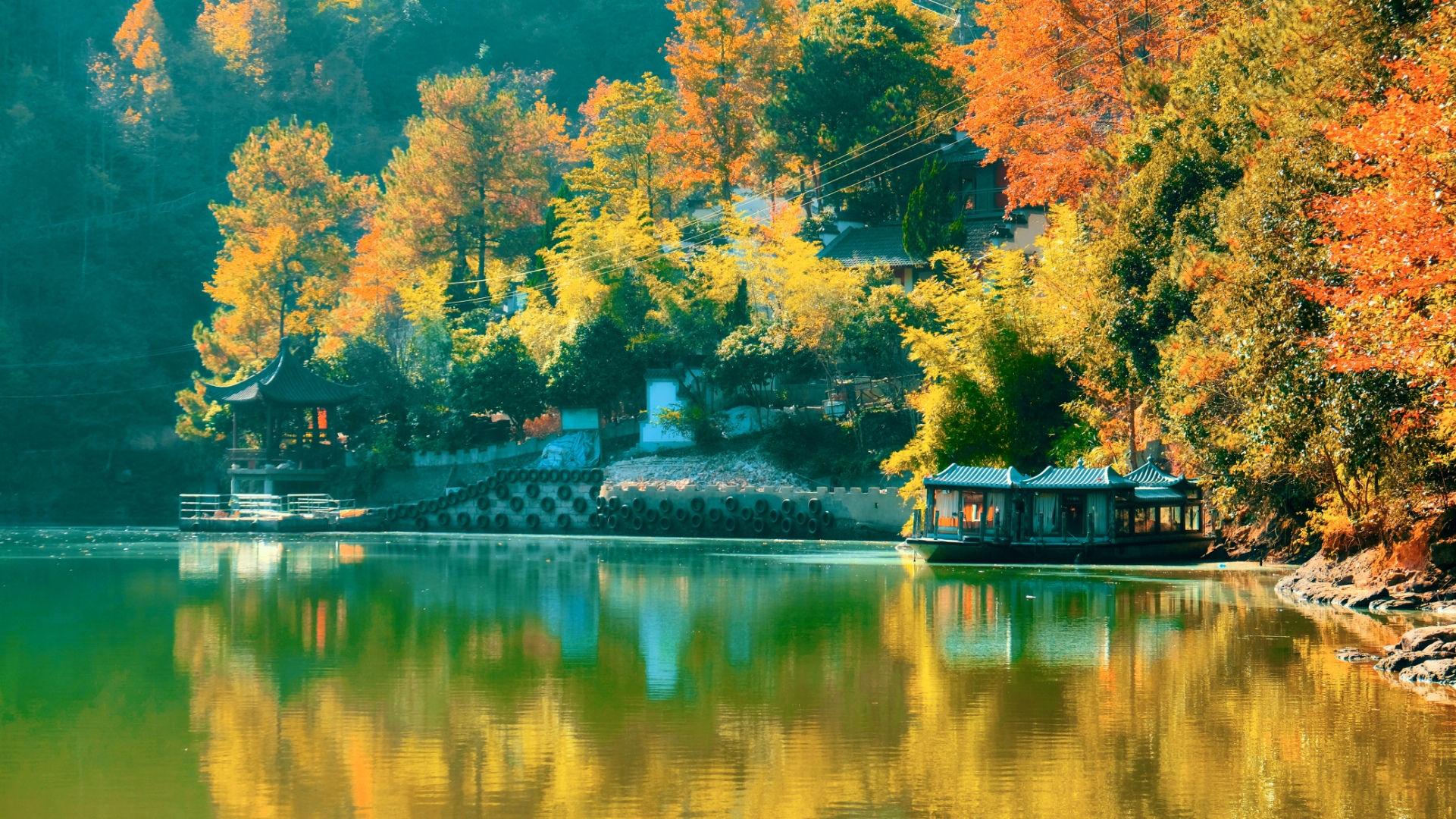
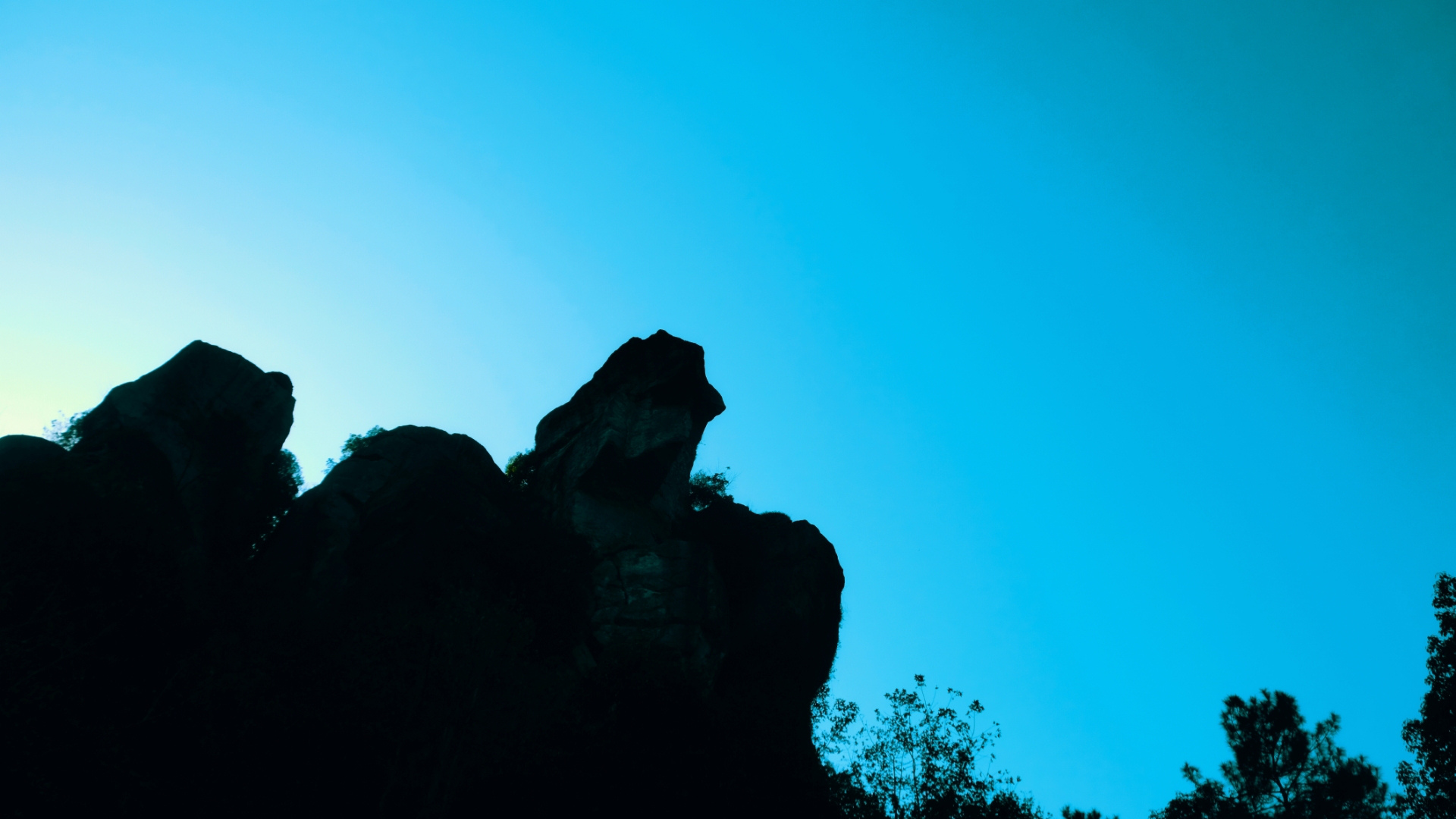
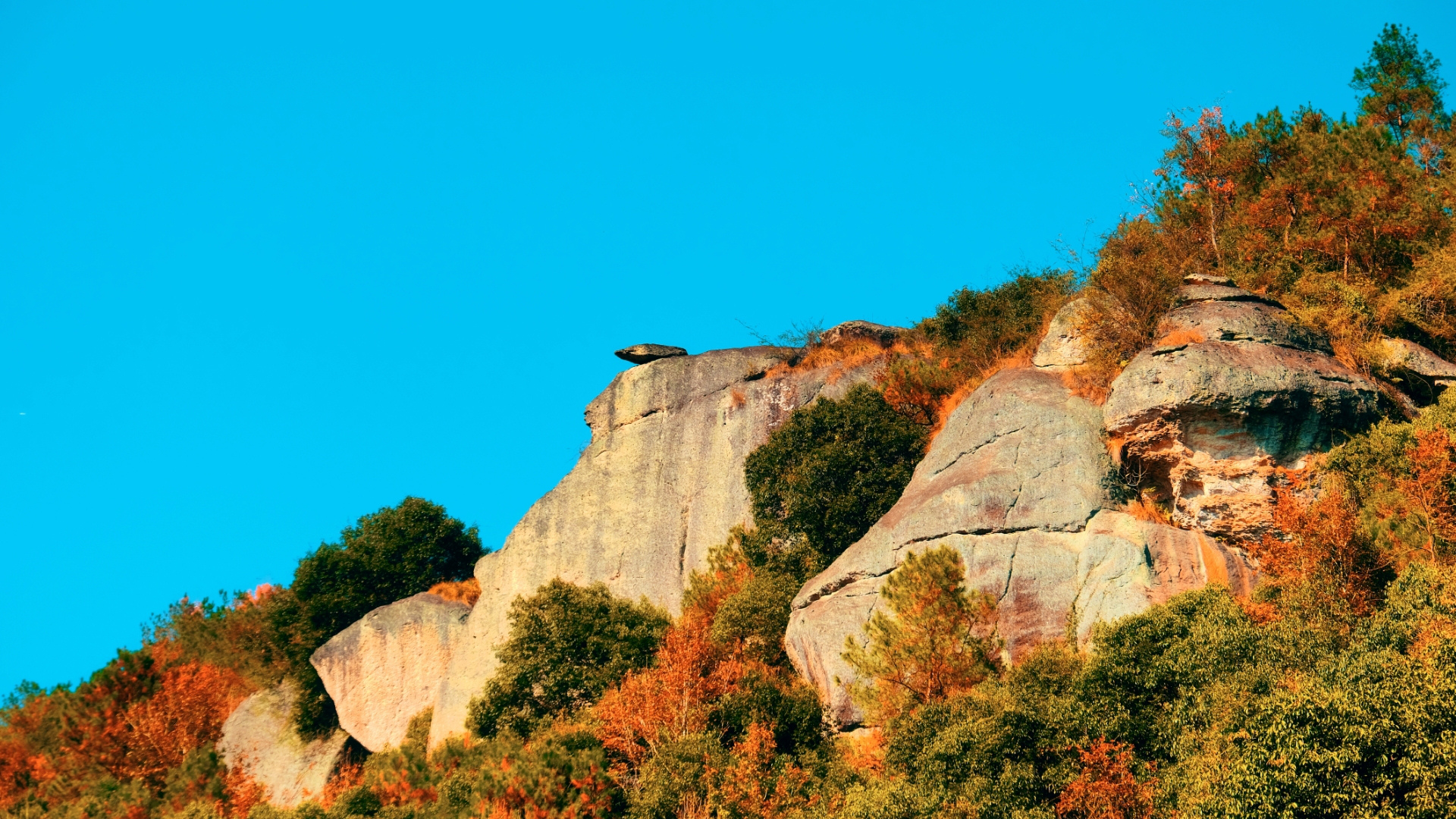
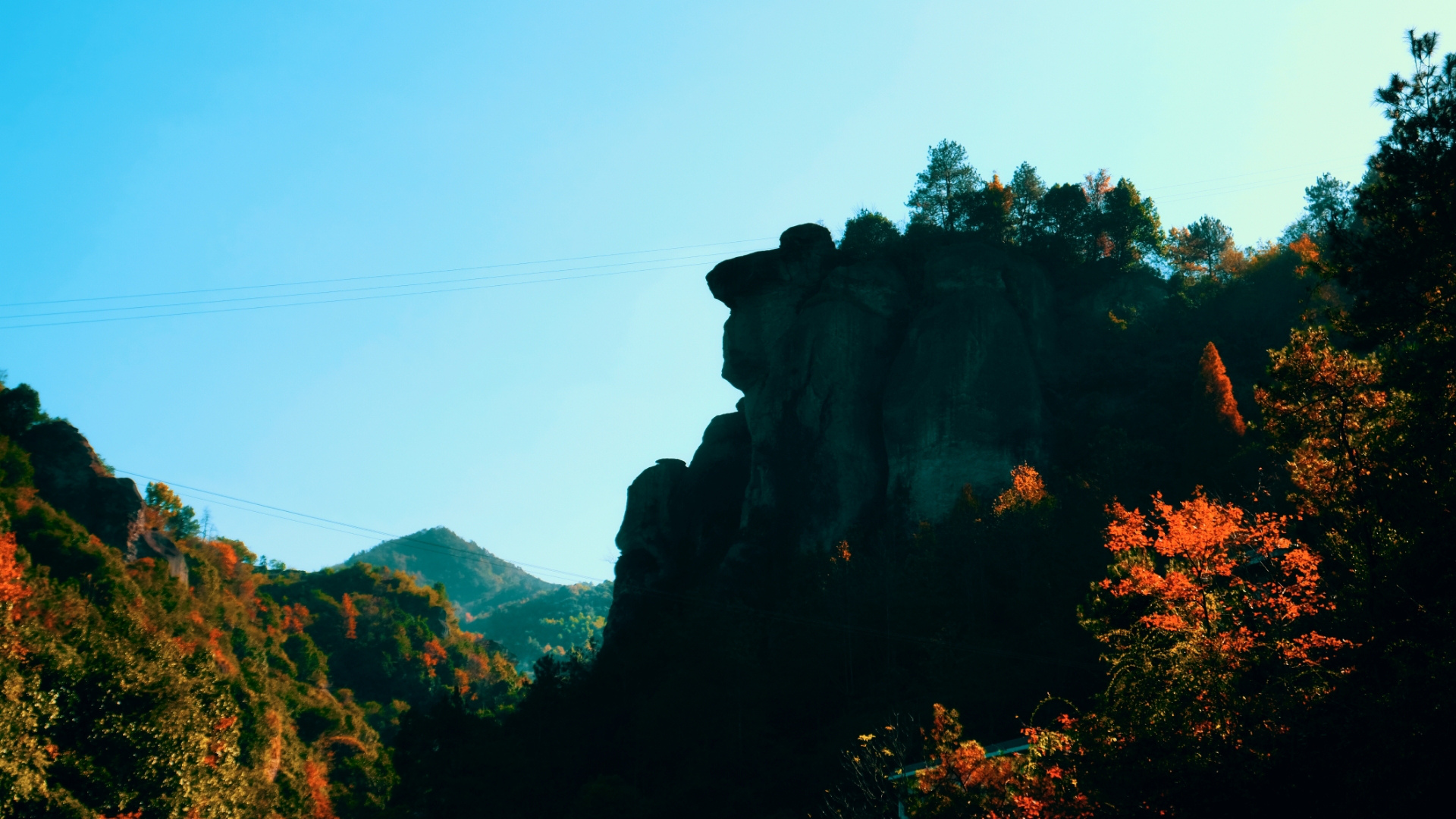
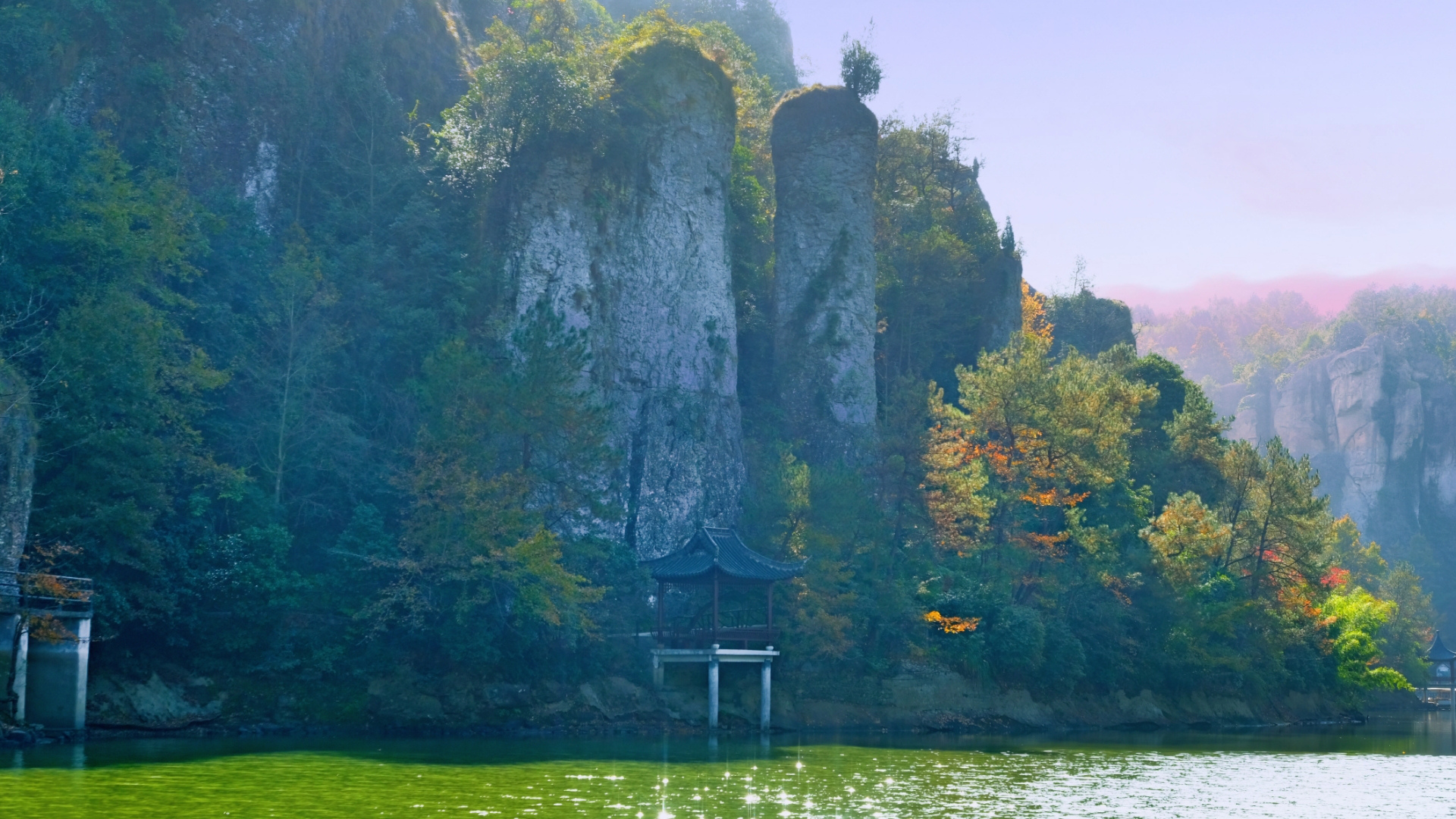
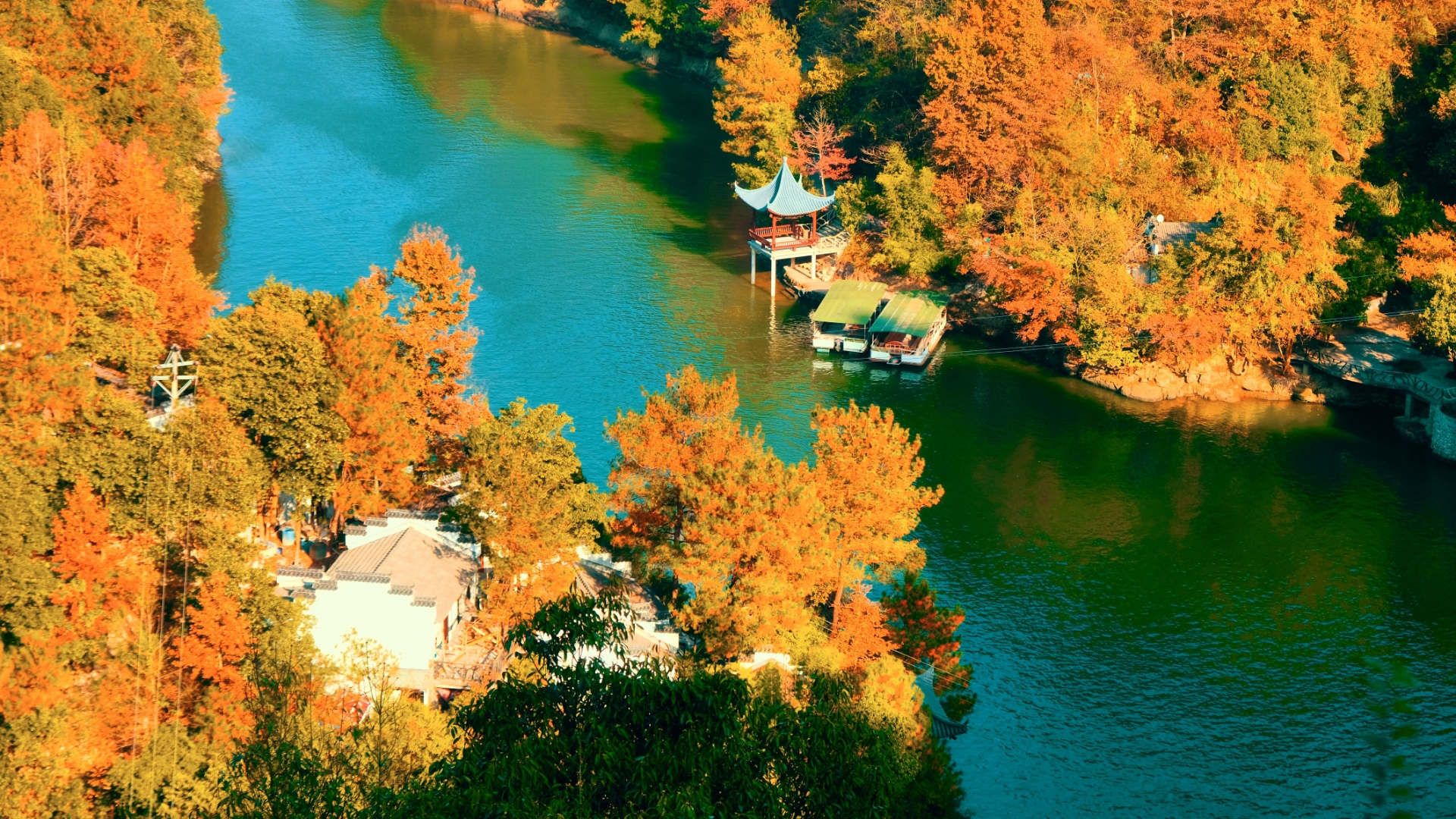

- 新昌大佛寺

大佛寺中的木化石
大佛寺中的木化石

- 天烛仙境

## 特产
新昌花生：中国地理标志产品。也称小京生、小阳生、小红毛，是新昌县传统的农家特产。
大佛龍井：龍井茶（綠茶）之一種。
新昌白術